# Arachnura logio
Arachnura logio — вид павуків родини Павуки-колопряди (Araneidae).

## Поширення
Вид поширений у Китаї та Японії. Зустрічається на окраїнах лісів, у просіках, рідколіссі, садах.

## Опис
Довжина тіла самців становить 2 мм, а самиці — 16 мм. Забарвлення коливається від кремового до коричневого кольору. Крихітний самець не володіє хвостом. Самиці мають хвіст, схожий на хвіст скорпіона, але не має на ньому отруйних залоз.

## Спосіб життя
Полює на літаючих комах. Під час розмноження самиця формує по 6-8 яйцевих мішки з коричневого шовку. У кожний мішок відкладає по 50-60 яєць.